# An Hyo-yeon
An Hyo-yeon (안효연?, 安孝錬?; Incheon, 16 aprile 1978) è un ex calciatore sudcoreano, di ruolo centrocampista.

## Statistiche

### Cronologia presenze e reti in nazionale
| Cronologia completa delle presenze e delle reti in nazionale ― Corea del Sud | Cronologia completa delle presenze e delle reti in nazionale ― Corea del Sud | Cronologia completa delle presenze e delle reti in nazionale ― Corea del Sud | Cronologia completa delle presenze e delle reti in nazionale ― Corea del Sud | Cronologia completa delle presenze e delle reti in nazionale ― Corea del Sud | Cronologia completa delle presenze e delle reti in nazionale ― Corea del Sud | Cronologia completa delle presenze e delle reti in nazionale ― Corea del Sud | Cronologia completa delle presenze e delle reti in nazionale ― Corea del Sud |
| Data                                                                         | Città                                                                        | In casa                                                                      | Risultato                                                                    | Ospiti                                                                       | Competizione                                                                 | Reti                                                                         | Note                                                                         |
| ---------------------------------------------------------------------------- | ---------------------------------------------------------------------------- | ---------------------------------------------------------------------------- | ---------------------------------------------------------------------------- | ---------------------------------------------------------------------------- | ---------------------------------------------------------------------------- | ---------------------------------------------------------------------------- | ---------------------------------------------------------------------------- |
| 22-11-1998                                                                   | Shanghai                                                                     | Cina                                                                         | 0 – 0                                                                        | Corea del Sud                                                                | Korea-China Annual Match                                                     | -                                                                            | 63’                                                                          |
| 11-12-1998                                                                   | Bangkok                                                                      | Corea del Sud                                                                | 1 – 0                                                                        | Kuwait                                                                       | Giochi asiatici 1998                                                         | -                                                                            | 46’                                                                          |
| 14-12-1998                                                                   | Bangkok                                                                      | Thailandia                                                                   | 2 – 1                                                                        | Corea del Sud                                                                | Giochi asiatici 1998                                                         | -                                                                            | 77’                                                                          |
| 5-4-2000                                                                     | Seul                                                                         | Corea del Sud                                                                | 9 – 0                                                                        | Laos                                                                         | Qual. Coppa d'Asia 2000                                                      | 1                                                                            | 57’                                                                          |
| 7-4-2000                                                                     | Seul                                                                         | Corea del Sud                                                                | 6 – 0                                                                        | Mongolia                                                                     | Qual. Coppa d'Asia 2000                                                      | 2                                                                            |                                                                              |
| 9-4-2000                                                                     | Seul                                                                         | Corea del Sud                                                                | 4 – 0                                                                        | Birmania                                                                     | Qual. Coppa d'Asia 2000                                                      | 2                                                                            | 46’                                                                          |
| 24-4-2001                                                                    | Il Cairo                                                                     | Corea del Sud                                                                | 1 – 0                                                                        | Iran                                                                         | Coppa LG                                                                     | -                                                                            | 81’                                                                          |
| 26-4-2001                                                                    | Il Cairo                                                                     | Egitto                                                                       | 1 – 2                                                                        | Corea del Sud                                                                | Coppa LG                                                                     | 1                                                                            | 59’                                                                          |
| 25-5-2001                                                                    | Suwon                                                                        | Corea del Sud                                                                | 0 – 0                                                                        | Camerun                                                                      | Amichevole                                                                   | -                                                                            | 62’                                                                          |
| 30-5-2001                                                                    | Taegu                                                                        | Francia                                                                      | 5 – 0                                                                        | Corea del Sud                                                                | Conf. Cup 2001 - 1º Turno                                                    | -                                                                            | 71’                                                                          |
| 13-9-2001                                                                    | Daejeon                                                                      | Corea del Sud                                                                | 2 – 2                                                                        | Nigeria                                                                      | Amichevole                                                                   | -                                                                            | 46’                                                                          |
| 27-1-2002                                                                    | Pasadena                                                                     | Messico                                                                      | 0 – 0 dts (2-4 dtr)                                                          | Corea del Sud                                                                | Gold Cup 2002 - Quarti                                                       | -                                                                            | 46’                                                                          |
| 30-1-2002                                                                    | Pasadena                                                                     | Costa Rica                                                                   | 3 – 1                                                                        | Corea del Sud                                                                | Gold Cup 2002 - Semifinale                                                   | -                                                                            | 66’                                                                          |
| 2-2-2002                                                                     | Pasadena                                                                     | Corea del Sud                                                                | 1 – 2                                                                        | Canada                                                                       | Gold Cup 2002 - Finale 3º posto                                              | -                                                                            | 67’                                                                          |
| Totale                                                                       |                                                                              | Presenze                                                                     | 14                                                                           |                                                                              | Reti                                                                         | 6                                                                            |                                                                              |